# Division Élite 2022
La Division Élite 2022 è la 41ª edizione del campionato di football americano di primo livello, organizzato dalla FFFA.

## Squadre partecipanti
| Club                           | Città               | Stadio | Sponsor ufficiale | Risultato nella stagione 2021 |
| ------------------------------ | ------------------- | ------ | ----------------- | ----------------------------- |
| Argonautes d'Aix-en-Provence   | Aix-en-Provence     |        |                   |                               |
| Black Panthers de Thonon       | Thonon-les-Bains    |        |                   |                               |
| Blue Stars de Marseille        | Marsiglia           |        |                   |                               |
| Centaures de Grenoble          | Grenoble            |        |                   |                               |
| Cougars de Saint-Ouen-l'Aumône | Saint-Ouen-l'Aumône |        |                   |                               |
| Flash de La Courneuve          | La Courneuve        |        |                   |                               |
| Grizzlys Catalans              | Perpignano          |        |                   |                               |
| Hurricanes de Montpellier      | Montpellier         |        |                   |                               |
| Molosses d'Asnières            | Asnières-sur-Seine  |        |                   |                               |
| Ours de Toulouse               | Tolosa              |        |                   |                               |
| Spartiates d'Amiens            | Amiens              |        |                   |                               |
| Vikings de Villeneuve-d'Ascq   | Villeneuve-d'Ascq   |        |                   |                               |

## Stagione regolare

### Calendario

#### 1ª giornata
| 12 febbraio 2022, ore 19:00 | Flash de La Courneuve | 35 – 0 (0-0 14-0 7-0 14-0) referto referto 2 | Black Panthers de Thonon |  |

| 12 febbraio 2022, ore 19:00 | Blue Stars de Marseille | 58 – 7 (20-0 16-7 16-0 6-0) referto referto 2 | Hurricanes de Montpellier |  |

| 12 febbraio 2022, ore 20:00 | Molosses d'Asnières | 14 – 19 (0-6 7-6 7-7 0-0) referto referto 2 | Spartiates d'Amiens |  |

| 13 febbraio 2022, ore 13:00 | Grizzlys Catalans | 35 – 49 (7-13 21-8 7-14 0-14) referto referto 2 | Argonautes d'Aix-en-Provence |  |

| 13 febbraio 2022, ore 14:00 | Vikings de Villeneuve-d'Ascq | 0 – 42 (0-7 0-14 0-7 0-14) referto referto 2 | Cougars de Saint-Ouen-l'Aumône |  |

| 13 febbraio 2022, ore 14:00 | Ours de Toulouse | 10 – 6 (7-0 3-0 0-0 0-6) referto referto 2 | Centaures de Grenoble |  |

#### 2ª giornata
| 19 febbraio 2022, ore 19:00 | Centaures de Grenoble | 13 – 26 (0-7 7-6 6-7 0-6) referto referto 2 | Argonautes d'Aix-en-Provence |  |

| 19 febbraio 2022, ore 20:00 | Molosses d'Asnières | 6 – 40 (0-21 0-7 0-0 6-12) referto referto 2 | Flash de La Courneuve |  |

| 19 febbraio 2022, ore 20:00 | Hurricanes de Montpellier | 28 – 31 (0-7 0-7 14-7 14-10) referto referto 2 | Grizzlys Catalans |  |

| 20 febbraio 2022, ore 14:00 | Cougars de Saint-Ouen-l'Aumône | 27 – 28 (7-9 14-9 0-10 6-0) referto referto 2 | Black Panthers de Thonon |  |

| 20 febbraio 2022, ore 14:00 | Vikings de Villeneuve-d'Ascq | 13 – 20 (0-0 7-6 0-7 6-7) referto referto 2 | Spartiates d'Amiens |  |

#### Recuperi 1
| 27 febbraio 2022 | Ours de Toulouse | 0 – 33 (0-7 0-6 0-12 0-8) referto | Blue Stars de Marseille |  |

#### 3ª giornata
| 5 marzo 2022, ore 19:00 | Spartiates d'Amiens | 0 – 63 referto referto 2 | Flash de La Courneuve |  |

| 5 marzo 2022, ore 19:00 | Black Panthers de Thonon | 53 – 0 (27-0 14-0 10-0 2-0) referto referto 2 | Vikings de Villeneuve-d'Ascq |  |

| 5 marzo 2022, ore 19:00 | Blue Stars de Marseille | 48 – 0 (13-0 7-0 21-0 7-0) referto referto 2 | Centaures de Grenoble |  |

| 6 marzo 2022, ore 14:00 | Cougars de Saint-Ouen-l'Aumône | 27 – 16 (13-0 14-0 0-0 0-16) referto referto 2 | Molosses d'Asnières |  |

| 6 marzo 2022, ore 14:00 | Argonautes d'Aix-en-Provence | 53 – 41 (6-0 12-13 21-14 14-14) referto referto 2 | Hurricanes de Montpellier |  |

| 6 marzo 2022, ore 14:00 | Ours de Toulouse | 13 – 48 (0-14 6-20 7-7 0-7) referto referto 2 | Grizzlys Catalans |  |

#### 4ª giornata
| 19 marzo 2022, ore 19:00 | Flash de La Courneuve | 44 – 20 (16-0 7-14 21-0 0-6) referto referto 2 | Cougars de Saint-Ouen-l'Aumône |  |

| 19 marzo 2022, ore 19:00 | Spartiates d'Amiens | 21 – 42 (7-14 0-14 7-7 7-7) referto referto 2 | Black Panthers de Thonon |  |

| 19 marzo 2022, ore 20:00 | Molosses d'Asnières | 26 – 9 (8-3 12-6 0-0 6-0) referto referto 2 | Vikings de Villeneuve-d'Ascq |  |

| 19 marzo 2022, ore 20:00 | Hurricanes de Montpellier | 13 – 34 (0-0 6-14 7-13 0-7) referto referto 2 | Ours de Toulouse |  |

| 20 marzo 2022, ore 13:00 | Grizzlys Catalans | 34 – 12 (7-0 7-6 6-6 14-0) referto referto 2 | Centaures de Grenoble |  |

| 20 marzo 2022, ore 14:00 | Argonautes d'Aix-en-Provence | 7 – 35 (0-0 7-14 0-14 0-7) referto referto 2 | Blue Stars de Marseille |  |

#### 5ª giornata
| 26 marzo 2022, ore 19:00 | Black Panthers de Thonon | 21 – 6 (14-6 0-0 7-0 0-0) referto referto 2 | Molosses d'Asnières |  |

| 26 marzo 2022, ore 19:00 | Centaures de Grenoble | 37 – 0 (7-0 13-0 7-0 10-0) referto referto 2 | Hurricanes de Montpellier |  |

| 27 marzo 2022, ore 14:00 | Vikings de Villeneuve-d'Ascq | 16 – 45 (9-6 0-14 7-6 0-19) referto referto 2 | Flash de La Courneuve |  |

| 27 marzo 2022, ore 14:00 | Cougars de Saint-Ouen-l'Aumône | 45 – 7 (0-7 24-0 21-0 0-0) referto referto 2 | Spartiates d'Amiens |  |

| 27 marzo 2022, ore 14:00 | Blue Stars de Marseille | 35 – 28 (7-7 14-14 7-7 7-0) referto referto 2 | Grizzlys Catalans |  |

| 27 marzo 2022, ore 14:00 | Argonautes d'Aix-en-Provence | 7 – 20 (0-7 7-6 0-0 0-7) referto referto 2 | Ours de Toulouse |  |

#### 6ª giornata
| 9 aprile 2022, ore 19:00 | Flash de La Courneuve | 49 – 7 (14-0 14-0 0-0 21-7) referto referto 2 | Molosses d'Asnières |  |

| 9 aprile 2022, ore 19:00 | Black Panthers de Thonon | 35 – 14 (7-7 21-0 7-0 0-7) referto referto 2 | Cougars de Saint-Ouen-l'Aumône |  |

| 9 aprile 2022, ore 19:00 | Centaures de Grenoble | 7 – 36 (0-7 0-10 0-7 7-12) referto referto 2 | Grizzlys Catalans |  |

| 9 aprile 2022, ore 19:00 | Spartiates d'Amiens | 49 – 20 (7-0 14-6 14-14 14-0) referto referto 2 | Vikings de Villeneuve-d'Ascq |  |

| 9 aprile 2022, ore 20:00 | Hurricanes de Montpellier | 6 – 55 (0-14 0-27 0-0 6-14) referto referto 2 | Blue Stars de Marseille |  |

| 10 aprile 2022, ore 14:00 | Ours de Toulouse | 41 – 41 (7-7 14-20 13-0 7-14) referto referto 2 | Argonautes d'Aix-en-Provence |  |

#### Anticipi 1
| 16 aprile 2022, ore 19:00 | Flash de La Courneuve | 86 – 0 (30-0 35-0 14-0 7-0) referto referto 2 | Vikings de Villeneuve-d'Ascq |  |

#### 7ª giornata
| 23 aprile 2022, ore 19:00 | Spartiates d'Amiens | 14 – 42 (0-7 0-14 7-14 7-7) referto referto 2 | Cougars de Saint-Ouen-l'Aumône |  |

| 23 aprile 2022, ore 19:00 | Argonautes d'Aix-en-Provence | 22 – 24 (0-7 0-14 7-0 15-3) referto referto 2 | Centaures de Grenoble |  |

| 23 aprile 2022, ore 20:00 | Molosses d'Asnières | 15 – 34 (0-6 7-14 0-14 8-0) referto referto 2 | Black Panthers de Thonon |  |

| 24 aprile 2022, ore 13:00 | Grizzlys Catalans | 48 – 0 (20-0 14-0 14-0 0-0) referto referto 2 | Hurricanes de Montpellier |  |

| 24 aprile 2022, ore 14:00 | Blue Stars de Marseille | 44 – 2 (0-0 21-2 9-0 14-0) referto referto 2 | Ours de Toulouse |  |

#### 8ª giornata
| 7 maggio 2022, ore 19:00 | Black Panthers de Thonon | 42 – 0 (14-0 21-0 7-0 0-0) referto referto 2 | Spartiates d'Amiens |  |

| 7 maggio 2022, ore 20:00 | Hurricanes de Montpellier | 14 – 44 (0-14 0-6 7-0 7-24) referto referto 2 | Argonautes d'Aix-en-Provence |  |

| 8 maggio 2022, ore 13:00 | Grizzlys Catalans | 0 – 47 (0-14 0-21 0-6 0-6) referto referto 2 | Blue Stars de Marseille |  |

| 8 maggio 2022, ore 14:00 | Cougars de Saint-Ouen-l'Aumône | 21 – 41 (0-14 14-14 0-6 7-7) referto referto 2 | Flash de La Courneuve |  |

| 8 maggio 2022, ore 14:00 | Vikings de Villeneuve-d'Ascq | 6 – 31 (0-13 6-0 0-6 0-12) referto referto 2 | Molosses d'Asnières |  |

#### Recuperi 2
| 14 maggio 2022, ore 19:00 | Centaures de Grenoble | 28 – 42 (6-0 8-14 0-7 14-21) referto referto 2 | Ours de Toulouse |  |

#### 9ª giornata
| 21 maggio 2022, ore 19:00 | Flash de La Courneuve | 23 – 0 (13-0 0-0 3-0 7-0) referto referto 2 | Spartiates d'Amiens |  |

| 21 maggio 2022, ore 19:00 | Centaures de Grenoble | 6 – 34 (0-8 6-0 0-12 0-16) referto referto 2 | Blue Stars de Marseille |  |

| 21 maggio 2022, ore 21:00 | Molosses d'Asnières | 35 – 6 (7-0 7-0 14-6 7-0) referto | Cougars de Saint-Ouen-l'Aumône |  |

| 21 maggio 2022, ore 19:00 | Argonautes d'Aix-en-Provence | 30 – 48 referto referto 2 | Grizzlys Catalans |  |

| 22 maggio 2022, ore 14:00 | Vikings de Villeneuve-d'Ascq | 7 – 34 (7-6 0-14 0-7 0-7) referto | Black Panthers de Thonon |  |

| 22 maggio 2022, ore 14:00 | Ours de Toulouse | 41 – 6 referto referto 2 | Hurricanes de Montpellier |  |

#### 10ª giornata
| 4 giugno 2022, ore 19:00 | Spartiates d'Amiens | 29 – 34 (7-14 9-0 7-13 6-7) referto referto 2 | Molosses d'Asnières |  |

| 4 giugno 2022, ore 20:00 | Hurricanes de Montpellier | 21 – 14 (7-0 7-14 7-0 0-0) referto referto 2 | Centaures de Grenoble |  |

| 5 giugno 2022, ore 13:00 | Grizzlys Catalans | 19 – 15 (6-0 6-9 0-0 7-6) referto referto 2 | Ours de Toulouse |  |

| 5 giugno 2022, ore 14:00 | Cougars de Saint-Ouen-l'Aumône | 48 – 7 (14-0 21-0 13-0 0-7) referto referto 2 | Vikings de Villeneuve-d'Ascq |  |

| 5 giugno 2022, ore 14:00 | Blue Stars de Marseille | 48 – 6 (7-6 21-0 7-0 13-0) referto | Argonautes d'Aix-en-Provence |  |

#### Recuperi 3
| 11 giugno 2022, ore 19:00 | Black Panthers de Thonon | 38 – 21 (7-0 14-7 14-14 3-0) referto referto 2 | Flash de La Courneuve |  |

### Classifiche
Le classifiche della regular season sono le seguenti:
- PCT = percentuale di vittorie, G = partite giocate, V = partite vinte,  P = partite perse, PF = punti fatti, PS = punti subiti

#### Conference A
| Pos. | Squadra                        | PCT  | G  | V | N | P  | PF  | PS  |
| ---- | ------------------------------ | ---- | -- | - | - | -- | --- | --- |
| 1    | Flash de La Courneuve          | .900 | 10 | 9 | 0 | 1  | 447 | 108 |
| 2    | Black Panthers de Thonon       | .900 | 10 | 9 | 0 | 1  | 327 | 146 |
| 3    | Cougars de Saint-Ouen-l'Aumône | .500 | 10 | 5 | 0 | 5  | 292 | 227 |
| 4    | Molosses d'Asnières            | .400 | 10 | 4 | 0 | 6  | 190 | 240 |
| 5    | Spartiates d'Amiens            | .300 | 10 | 3 | 0 | 7  | 159 | 338 |
| 6    | Vikings de Villeneuve-d'Ascq   | .000 | 10 | 0 | 0 | 10 | 78  | 434 |

#### Conference B
| Pos. | Squadra                      | PCT   | G  | V  | N | P | PF  | PS  |
| ---- | ---------------------------- | ----- | -- | -- | - | - | --- | --- |
| 1    | Blue Stars de Marseille      | 1.000 | 10 | 10 | 0 | 0 | 437 | 62  |
| 2    | Grizzlys Catalans            | .700  | 10 | 7  | 0 | 3 | 327 | 236 |
| 3    | Ours de Toulouse             | .550  | 10 | 5  | 1 | 4 | 218 | 245 |
| 4    | Argonautes d'Aix-en-Provence | .450  | 10 | 4  | 1 | 5 | 285 | 319 |
| 5    | Centaures de Grenoble        | .200  | 10 | 2  | 0 | 8 | 147 | 273 |
| 6    | Hurricanes de Montpellier    | .100  | 10 | 1  | 0 | 9 | 136 | 415 |

## Playoff

### Tabellone
|  | Wild Card | Wild Card                      | Wild Card                |                                |                       | Semifinali            | Semifinali            | Semifinali |  |  | XXVIII Casque de Diamant | XXVIII Casque de Diamant | XXVIII Casque de Diamant |  |
|  |           |                                |                          |                                |                       |                       |                       |            |  |  |                          |                          |                          |  |
|  |           |                                |                          |                                |                       | 1A                    | Flash de La Courneuve | 34         |  |  |                          |                          |                          |  |
|  |           |                                |                          |                                |                       | 1A                    | Flash de La Courneuve | 34         |  |  |                          |                          |                          |  |
|  |           |                                |                          | Cougars de Saint-Ouen-l'Aumône | 2                     |                       |                       |            |  |  |                          |                          |                          |  |
|  | 2B        | Grizzlys Catalans              | 34                       | Cougars de Saint-Ouen-l'Aumône | 2                     |                       |                       |            |  |  |                          |                          |                          |  |
|  | 2B        | Grizzlys Catalans              | 34                       |                                |                       |                       |                       |            |  |  |                          |                          |                          |  |
|  | 3A        | Cougars de Saint-Ouen-l'Aumône | 35                       |                                |                       |                       |                       |            |  |  |                          |                          |                          |  |
|  | 3A        | Cougars de Saint-Ouen-l'Aumône | 35                       |                                | Flash de La Courneuve | Flash de La Courneuve | 16                    |            |  |  |                          |                          |                          |  |
|  |           |                                |                          |                                |                       |                       |                       |            |  |  |                          |                          |                          |  |
|  |           |                                | Black Panthers de Thonon | Black Panthers de Thonon       | 10                    |                       |                       |            |  |  |                          |                          |                          |  |
|  |           |                                |                          | Black Panthers de Thonon       | 10                    |                       |                       |            |  |  |                          |                          |                          |  |
|  |           |                                |                          |                                |                       |                       |                       |            |  |  |                          |                          |                          |  |
|  |           |                                |                          |                                |                       |                       |                       |            |  |  |                          |                          |                          |  |
|  |           | 1B                             | Blue Stars de Marseille  | 27                             |                       |                       |                       |            |  |  |                          |                          |                          |  |
|  |           |                                |                          | 27                             |                       |                       |                       |            |  |  |                          |                          |                          |  |
|  |           |                                |                          | Black Panthers de Thonon       | 28                    |                       |                       |            |  |  |                          |                          |                          |  |
|  | 2A        | Black Panthers de Thonon       | 41                       | Black Panthers de Thonon       | 28                    |                       |                       |            |  |  |                          |                          |                          |  |
|  | 2A        | Black Panthers de Thonon       | 41                       |                                |                       |                       |                       |            |  |  |                          |                          |                          |  |
|  | 3B        | Ours de Toulouse               | 0                        |                                |                       |                       |                       |            |  |  |                          |                          |                          |  |

### Wild Card
| 18 giugno 2022, ore 19:00 | Black Panthers de Thonon | 41 – 0 (13-0 14-0 7-0 7-0) referto 2 | Ours de Toulouse |  |

| 19 giugno 2022, ore 13:00 | Grizzlys Catalans | 34 – 35 (7-6 6-7 15-15 6-7) referto referto 2 | Cougars de Saint-Ouen-l'Aumône |  |

### Semifinali
| 25 giugno 2022, ore 19:00 | Flash de La Courneuve | 34 – 2 (7-0 13-0 14-0 0-2) referto referto 2 | Cougars de Saint-Ouen-l'Aumône |  |

| 25 giugno 2022, ore 19:00 | Blue Stars de Marseille | 27 – 28 | Black Panthers de Thonon |  |

### XXVIII Casque de Diamant
| Thonon-les-Bains 9 luglio 2022, ore 18:00 | Flash de La Courneuve | 16 – 10 | Black Panthers de Thonon | Stadio Joseph Moynat (3000 spett.) |

## Verdetti
- Flash de La Courneuve Campioni della Francia 2022 (12º titolo)

## Passer rating
- Black Panthers della 9ª giornata
- Cougars della 9ª giornata
- Argonautes della 10ª giornata.
- Black Panthers della Wild Card
- Blue Stars-Black Panthers di semifinale
- la finale Flash-Black Panthers

La classifica tiene in considerazione soltanto i quarterback con almeno 10 lanci effettuati.
| Giocatore    | Sq.                            | G    | Att    | Comp   | Int | Yds      | TD   | NFL    | NCAA   |
| ------------ | ------------------------------ | ---- | ------ | ------ | --- | -------- | ---- | ------ | ------ |
| Miller       | Flash de La Courneuve          | 8+1  | 140+15 | 79+10  | 2+0 | 1422+289 | 18+4 | 130,13 | 194,40 |
| Scott        | Blue Stars de Marseille        | 9    | 227    | 134    | 6   | 2292     | 32   | 121,92 | 185,08 |
| Purichia     | Grizzlys Catalans              | 10+1 | 281+39 | 183+20 | 8+0 | 2684+317 | 34+3 | 122,15 | 175,37 |
| Hunchak      | Black Panthers de Thonon       | 9    | 183    | 109    | 0   | 1524     | 24   | 126,00 | 172,80 |
| Pina         | Argonautes d'Aix-en-Provence   | 9    | 320    | 201    | 5   | 2550     | 26   | 108,20 | 153,44 |
| Bortolotto   | Flash de La Courneuve          | 3    | 20     | 10     | 2   | 169      | 3    | 78,96  | 150,48 |
| Hahn         | Cougars de Saint-Ouen-l'Aumône | 9+2  | 253+72 | 147+40 | 6+6 | 2101+484 | 30+2 | 100,61 | 149,46 |
| Cremades     | Flash de La Courneuve          | 8+1  | 82+5   | 50+0   | 0+0 | 636+0    | 8+0  | 111,09 | 149,22 |
| Roux         | Molosses d'Asnières            | 7    | 84     | 44     | 3   | 678      | 8    | 96,23  | 144,47 |
| Torrelli     | Hurricanes de Montpellier      | 7    | 174    | 105    | 10  | 1199     | 11   | 78,21  | 127,60 |
| Kinchen      | Spartiates d'Amiens            | 10   | 306    | 160    | 9   | 1933     | 18   | 79,33  | 118,88 |
| Valardo      | Ours de Toulouse               | 10+1 | 238+21 | 122+8  | 8+3 | 1384+80  | 14+0 | 67,78  | 107,02 |
| Caruso       | Centaures de Grenoble          | 1    | 214    | 101    | 12  | 1326     | 10   | 59,44  | 103,45 |
| Josmar       | Flash de La Courneuve          | 2    | 13     | 6      | 0   | 46       | 1    | 80,93  | 101,26 |
| Thouary      | Molosses d'Asnières            | 8    | 144    | 70     | 4   | 757      | 6    | 66,81  | 100,96 |
| Seghir       | Blue Stars de Marseille        | 5    | 40     | 10     | 2   | 229      | 4    | 63,44  | 96,09  |
| H. Vienne    | Vikings de Villeneuve-d'Ascq   | 8    | 123    | 49     | 10  | 762      | 3    | 35,35  | 83,67  |
| Fakhroeddine | Vikings de Villeneuve-d'Ascq   | 7    | 66     | 29     | 4   | 212      | 2    | 36,93  | 68,80  |
| Bousksou     | Hurricanes de Montpellier      | 4    | 53     | 25     | 4   | 207      | 0    | 26,22  | 64,88  |
| Haji Fowsi   | Black Panthers de Thonon       | 3    | 15     | 5      | 0   | 55       | 0    | 45,14  | 64,13  |
| Doigneaux    | Cougars de Saint-Ouen-l'Aumône | 6    | 16     | 6      | 1   | 59       | 0    | 22,66  | 55,98  |
| Fall         | Vikings de Villeneuve-d'Ascq   | 1    | 12     | 5      | 1   | 18       | 0    | 14,58  | 37,60  |
| Rinaldo      | Ours de Toulouse               | 2    | 10     | 1      | 0   | 9        | 0    | 39,58  | 17,56  |
| Gramage      | Hurricanes de Montpellier      | 1    | 11     | 3      | 2   | 16       | 0    | 0,00   | 3,16   |
| Perrin       | Centaures de Grenoble          | 3    | 6      | 3      | 1   | 68       | 1    |        |        |
| Poinsignon   | Grizzlys Catalans              | 4    | 4      | 0      | 0   | 0        | 0    |        |        |
| Rosa         | Argonautes d'Aix-en-Provence   | 4    | 4      | 3      | 0   | 19       | 2    |        |        |
| A. Vienne    | Vikings de Villeneuve-d'Ascq   | 2    | 4      | 2      | 0   | 51       | 0    |        |        |
| Boswell      | Grizzlys Catalans              | 0+1  | 0+1    | 0+0    | 0+0 | 0+0      | 0+0  |        |        |
| Ducatillon   | Argonautes d'Aix-en-Provence   | 1    | 1      | 1      | 0   | 7        | 1    |        |        |
| Fargeon      | Blue Stars de Marseille        | 1    | 1      | 0      | 0   | 0        | 0    |        |        |
| Pernet       | Vikings de Villeneuve-d'Ascq   | 1    | 1      | 0      | 0   | 0        | 0    |        |        |
| Sevin        | Molosses d'Asnières            | 1    | 1      | 1      | 0   | 3        | 1    |        |        |
| Szakács      | Black Panthers de Thonon       | 1    | 1      | 0      | 0   | 0        | 0    |        |        |

- Miglior QB della stagione regolare: Scott ( Blue Stars de Marseille), 185,08